# Cincinnati
Cincinnati [ˌsɪnsɪˈnætɪ] (deutschsprachig veraltet Zinzinnati) im US-Bundesstaat Ohio ist eine der bedeutendsten Handels- und Fabrikstädte der Vereinigten Staaten, genannt die „Königin des Westens“. Die City ist Verwaltungssitz des Hamilton County. Bei der Volkszählung 2020 hatte sie 309.317 Einwohner. Der Großraum Cincinnati reicht bis in die benachbarten Bundesstaaten Kentucky und Indiana und hat annähernd zwei Millionen Einwohner.

## Geographie
Cincinnati liegt im Staatendreieck von Ohio, Indiana und Kentucky am rechten Ufer des hier 600 m breiten Flusses Ohio auf zwei Terrassen (16 und 33 m über dem höchsten Wasserstand), von denen die obere allmählich zum Auburnhügel und anderen Hügeln ansteigt. Diese von Landhäusern und Weingärten bedeckten Hügel fassen die Stadt in großem Halbkreis ein und erreichen eine Höhe von 142 m. Der Mill Creek durchquert das 201,9 km² umfassende Stadtgebiet, wovon 4,1 km² auf Wasserflächen entfallen.

### Stadtgliederung
Die Cincinnati Middletown Metropolitan Statistical Area (MSA) umfasst Hamilton, Butler, Warren, Clermont und Brown als Countys von Ohio, von Kentucky werden Boone, Bracken, Campbell, Gallatin, Grant, Kenton und Pendleton dazugezählt, Indiana steuert Dearborn, Franklin und Ohio zu der über zwei Millionen Einwohner zählenden Region bei. Cincinnati selbst gliedert sich in knapp 60 Neighborhoods. Diese entwickelten oft sehr starke eigenständige Charaktere.
- District One: Downtown, Mount Adams, West End, Over-the-Rhine (stark deutsch geprägt), Pendleton, Queensgate, Mulberry
- District Two: Evanston, East Walnut Hills, O’Bryanville, Oakley, Hyde Park, Mount Lookout, Kennedy Heights, Pleasant Ridge, Madisonville, East End, Linwood, Mount Washington, California, Columbia-Tusculum
- District Three: Sayler Park, Riverside, West Price Hill, Millvale, English Woods, East Price Hill, West Price Hill, Westwood, South Cumminsville, Faye Apartments, East Westwood, Sedamsville, Lower Price Hill, North Fairmount, South Fairmount
- District Four: Corryville, Carthage, Hartwell, Walnut Hills, Paddock Hills, North Avondale, Bond Hill, Roselawn, Avondale, Mount Auburn, Floating
- District Five: Spring Grove Village, Northside, Mount Airy, Winton Terrace, Findlater Gardens, Silver Oak, Clifton mit Clifton's Gaslight District, Camp Washington, College Hill, The Heights (Clifton Heights, University Heights, Fairview)

### Klima
|                       | Jan  | Feb  | Mär   | Apr  | Mai   | Jun  | Jul   | Aug  | Sep  | Okt  | Nov  | Dez  |   |         |
| Mittl. Tagesmax. (°C) | 2,6  | 4,9  | 11,7  | 17,9 | 23,3  | 27,8 | 29,7  | 28,9 | 25,5 | 18,9 | 11,8 | 5,3  | ⌀ | 17,4    |
| Mittl. Tagesmin. (°C) | −6,9 | −5,2 | 0,6   | 5,7  | 11,0  | 15,6 | 18,2  | 17,2 | 13,7 | 6,8  | 1,8  | −3,7 | ⌀ | 6,3     |
|                       |      |      |       |      |       |      |       |      |      |      |      |      |   |         |
| Niederschlag (mm)     | 65,8 | 68,3 | 107,7 | 95,3 | 108,7 | 97,5 | 107,7 | 85,1 | 73,2 | 72,6 | 87,9 | 80,0 | Σ | 1.049,8 |
|                       |      |      |       |      |       |      |       |      |      |      |      |      |   |         |
| Regentage (d)         | 8,1  | 8,1  | 10,6  | 10,0 | 9,7   | 8,2  | 8,6   | 7,6  | 6,9  | 6,8  | 8,8  | 9,3  | Σ | 102,7   |

| −6,9 |

| −5,2 |

| 0,6 |

| 5,7 |

| 11,0 |

| 15,6 |

| 18,2 |

| 17,2 |

| 13,7 |

| 6,8 |

| 1,8 |

| −3,7 |

| −6,9 |

| −5,2 |

| 0,6 |

| 5,7 |

| 11,0 |

| 15,6 |

| 18,2 |

| 17,2 |

| 13,7 |

| 6,8 |

| 1,8 |

| −3,7 |

## Geschichte

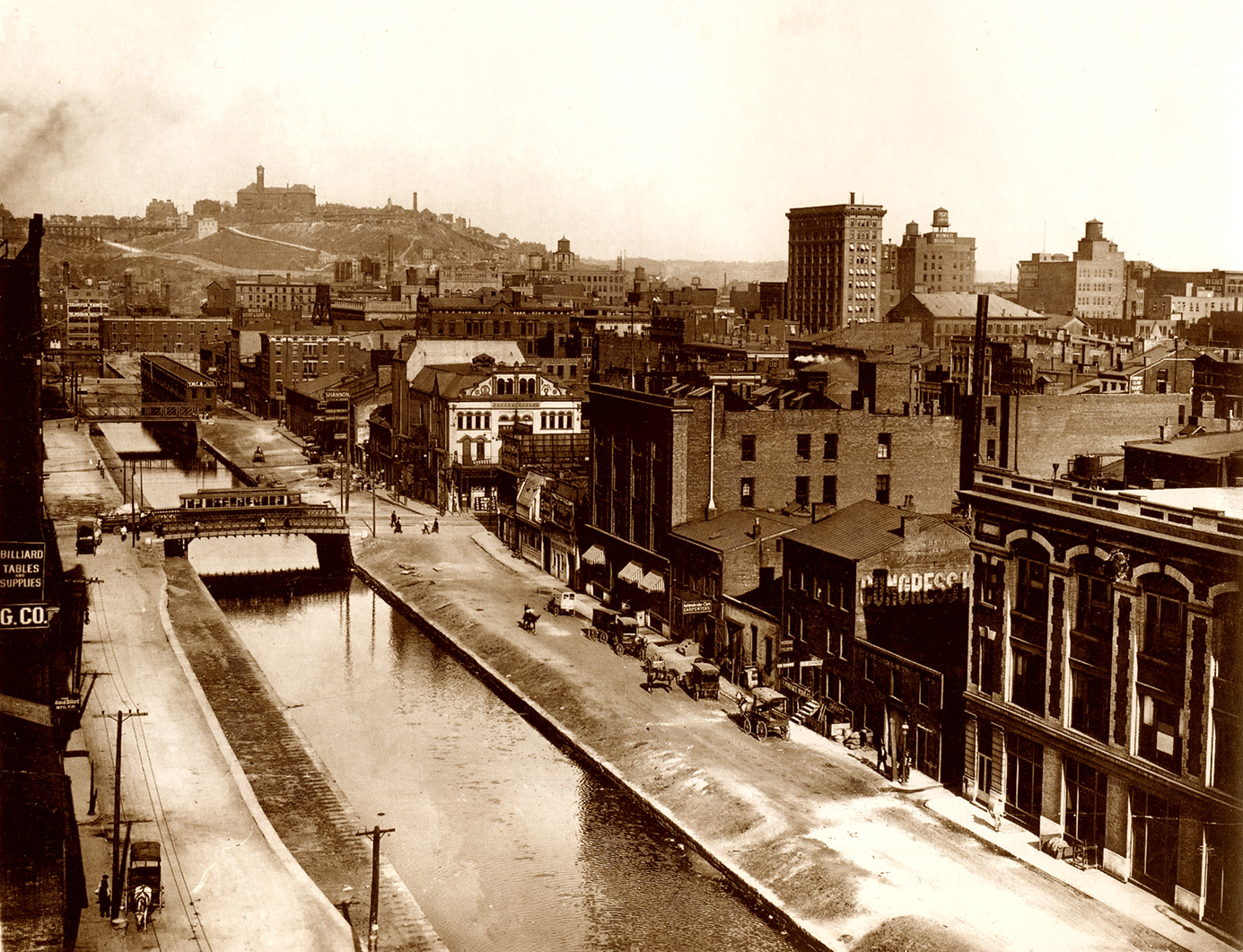
Miami and Erie Canal in Cincinnati, 1914

Cincinnati wurde 1788 als eine der ersten dauerhaften Ansiedlungen im damaligen Nordwestterritorium an der Stelle des früheren Forts Washington unter dem Namen Losantiville gegründet. Die ersten Siedler waren Auswanderer aus Neuengland und New Jersey.
Der heutige Name der Ansiedlung leitet sich von der von vielen deutschen Söldneroffizieren 1783 gegründeten Society of the Cincinnati ab, deren Mitglied und erster Präsident George Washington war; die Kriegsveteranen wählten den Namen im Gedenken an Lucius Quinctius Cincinnatus (519–430 v. Chr.), einen vorbildlichen Militärführer des alten Roms.
1814 erhielt der Ort eine städtische Verfassung. Während der Sklaverei und des Bürgerkrieges war Cincinnati eine bedeutende Transitstation der Underground-Railroad-Bewegung, welche es sich zum Ziel gesetzt hatte, flüchtigen Sklaven den Weg nach Kanada zu ermöglichen.
Seit Eröffnung des Miami and Erie Canals (1830) und dem Bau von Eisenbahnen (1840) wuchs die Bevölkerung bis 1850 rasch auf 115.436 Einwohner.
Seit 1850 kamen sehr viele Einwanderer aus Nordwestdeutschland nach Cincinnati, was an den Familiennamen noch zu erkennen ist. 1880 zählte die Stadt mehr als 255.000 Einwohner, von denen über 112.000 (44 %) Deutschamerikaner der ersten und zweiten Generation waren. Im frühen 20. Jahrhundert hatte die Stadt einen deutschen Einwohneranteil von 60 %. Den deutschsprachigen Einwanderern wird eine sehr große Bedeutung für die wirtschaftliche Entwicklung der Stadt zugewiesen.
Das ehemalige deutsche Einwandererviertel Over-the-Rhine galt zu Beginn des 21. Jahrhunderts als Problemviertel der Stadt und wurde Presseberichten zufolge sogar zwischen 2005 und 2007 als „America’s most dangerous neighborhood“, also Amerikas gefährlichstes Viertel, bezeichnet. Seit 2004 wurden hunderte Millionen Dollar in Revitalisierungsprojekte investiert und Over-the-Rhine erlebte eine Renaissance. Heute ist Over-the-Rhine eines der nachgefragtesten Wohnviertel der Stadt.

## Demografie
Die Bevölkerung bestand laut dem Zensus von 2020 zu 50,3 Prozent aus Weißen und zu 41,4 Prozent aus Afroamerikanern; 2,2 Prozent waren asiatischer Herkunft. 4,2 Prozent der Bevölkerung waren Hispanics. Der Median des Einkommens je Haushalt lag 2015 bei 33.604 US-Dollar. 30,5 Prozent der Bevölkerung lebten unterhalb der Armutsgrenze. Die Armutsquote in Cincinnati ist eine der höchsten unter den amerikanischen Großstädten. Aufgrund der stetigen Abwanderung in die Vorstädte verlor das Stadtgebiet seit dem Jahr 1960 über 40 Prozent seiner Einwohner.
| Jahr | Einwohner |
| ---- | --------- |
| 1810 | 2.540     |
| 1850 | 115.435   |
| 1870 | 216.239   |
| 1900 | 325.902   |

| Jahr | Einwohner |
| ---- | --------- |
| 1910 | 363.591   |
| 1920 | 401.247   |
| 1930 | 451.160   |
| 1940 | 455.610   |

| Jahr | Einwohner |
| ---- | --------- |
| 1950 | 503.998   |
| 1960 | 502.550   |
| 1970 | 452.524   |
| 1980 | 385.457   |

| Jahr | Einwohner |
| ---- | --------- |
| 1990 | 364.114   |
| 2000 | 331.285   |
| 2010 | 296.943   |
| 2020 | 309.317   |

1980 bis 2020: Volkszählungsergebnisse. 1810 bis 1970: physics.bu.edu.

## Religion
Cincinnati ist Sitz der anglikanischen Diözese von Süd-Ohio mit der Christ Church Cathedral sowie des römisch-katholischen Erzbistums Cincinnati mit der Kathedrale St. Petrus in Ketten.

## Wirtschaft und Infrastruktur
Um 1910 gab es Industrie, und Handel, insbesondere Getreide- und Viehhandel, sowie einen Pferdemarkt.
Die Metropolregion von Cincinnati erbrachte 2016 ein Bruttoinlandsprodukt von 132,0 Milliarden US-Dollar und belegte damit Platz 28 unter den Großräumen der USA. Die Arbeitslosenrate in der Metropolregion betrug 3,6 Prozent und lag damit unter dem nationalen Durchschnitt von 3,8 Prozent (Stand: März 2018).

### Unternehmen
Unter anderem sind hier die Firmen General Electric mit ihrem Zentrum für Luftfahrtantriebe, Procter & Gamble, die bereits 1837 in Cincinnati gegründet wurden, sowie zahlreiche große nationale Unternehmen wie Kroger, Fifth Third Bank, Macy’s und Chiquita Brands International ansässig.

### Verkehr
- Der öffentliche Nahverkehr wird durch Omnibuslinien zweier Verkehrsgesellschaften betrieben.
- 2016 wurde eine Straßenbahnlinie, der Cincinnati Bell Connector, zwischen dem Stadtzentrum und dem Viertel Over-the-Rhine eröffnet. Die Strecke ist 5,8 km lang und hat 18 Haltestellen. Betreibergesellschaft ist Transdev.[14] Unter der Innenstadt liegen seit den 1920er Jahren die Tunnel einer nie fertiggestellten U-Bahn, der Cincinnati Subway.
- Der Zug Cardinal der Eisenbahngesellschaft Amtrak verbindet die Stadt dreimal wöchentlich mit Chicago und mit New York City via Washington, D.C. und Philadelphia.
- Über zahlreiche Interstates ist die Stadt an das US-amerikanische Fernstraßennetz angebunden, darunter die Interstate 71, Interstate 74 und die Interstate 75.
- Der Flughafen Cincinnati (engl. Cincinnati/Northern Kentucky International Airport, ICAO-Code: KCVG, IATA-Flughafencode: CVG) ist der 1947 gegründete internationale Flughafen der Stadt, liegt aber jenseits der Grenze des Bundesstaates Ohio in Hebron, Boone County, Kentucky, etwa 15 km südwestlich der Stadt.

### Bildung
- University of Cincinnati
- Xavier University
- Cincinnati State College
- Hebrew Union College

Die University of Cincinnati besitzt eine beachtliche Sammlung von Schriften, die für die deutsch-amerikanischen Beziehungen, besonders auch für die Geschichte der Einwanderung aus Deutschland nach Cincinnati, wichtig sind. (Lit.: Tolzmann)

## Kultur und Sehenswürdigkeiten

### Museen
Cincinnati weist eine Reihe von Museen auf, die sich den unterschiedlichsten Themen widmen. Im Hauptbahnhof der Stadt hat sich das Cincinnati Museum Center at Union Terminal etabliert, wo es neben Theatern und einer Bibliothek das stadtgeschichtliche Cincinnati History Museum, das naturkundliche Museum of Natural History & Science und das Kindermuseum Duke Energy Children’s Museum gibt. Den deutschstämmigen Einwanderern gewidmet ist das German Heritage Museum, die klassischen Musiktradition thematisiert das American Classical Music Hall of Fame and Museum, im American Sign Museum werden Leuchtreklamen gesammelt und das Cincinnati Reds Hall of Fame and Museum zeigt die Geschichte des örtlichen Baseballteams Cincinnati Reds. Darüber hinaus gibt es mit dem Harriet Beecher Stowe House eine der Schriftstellerin Harriet Beecher Stowe in ihrem ehemaligen Wohnhaus gewidmete Erinnerungsstätte. In ähnlicher Weise erinnert die im Geburtshaus von William Howard Taft eingerichtete William Howard Taft National Historic Site an den ehemaligen US-Präsidenten. Auf dessen Halbbruder Charles Phelps Taft geht das Taft Museum of Art zurück, in dem eine bedeutende Kunstsammlung mit Werken europäischer Maler wie Rembrandt van Rijn, William Turner und Jean-Baptiste Camille Corot zu sehen ist. Größtes Kunstmuseum der Stadt ist das Cincinnati Art Museum mit umfassenden Sammlungen von der Antike bis zur Gegenwart aus verschiedenen Weltregionen. Moderne Kunst zeigt zudem das Contemporary Arts Center, dessen Bau von Zaha Hadid entworfen wurde.

### Oktoberfest
Das Oktoberfest von Cincinnati ist das größte in den ganzen USA und der wohl am deutlichsten spürbare Ausdruck der deutschamerikanischen Kultur.

### Zoo
Der Cincinnati Zoo and Botanical Garden, gegründet im Jahr 1875, ist der zweitälteste Zoo der USA. Er erstreckt sich über rund 26 Hektar im Zentrum der Stadt. Im Mai 2016 sorgte der Zoo für negative Schlagzeilen, als ein vierjähriger Junge in das Gorillagehege gelangt war und Gorilla Harambe zum Schutz des Jungen getötet worden war. Im Januar 2017 wurde im Zoo das Flusspferd Fiona geboren, das ab August 2017 durch Videos auf Facebook weltweite Popularität erlangte.

### Bauwerke

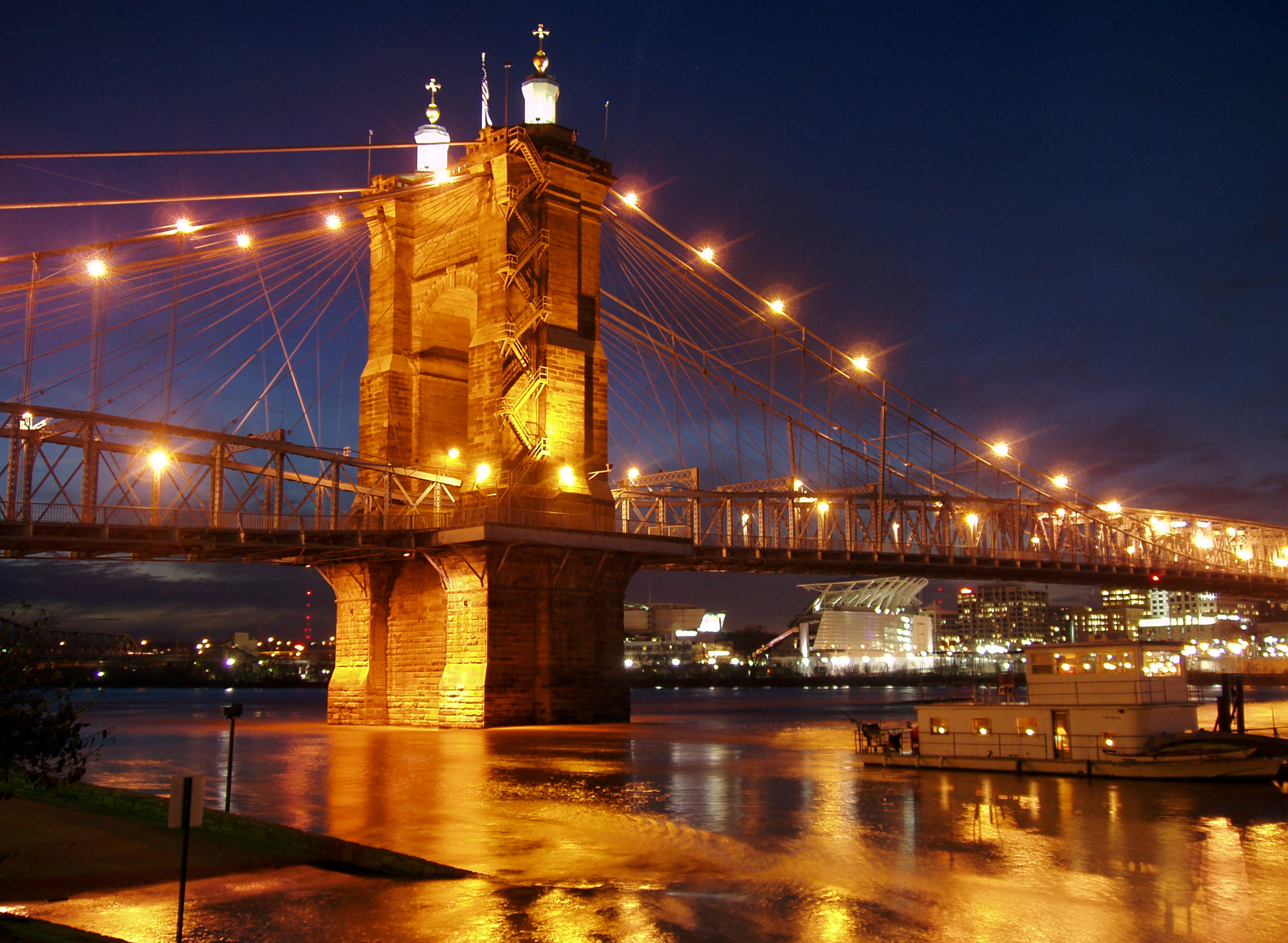
John-A.-Roebling-Hängebrücke bei Nacht

- Katholische Kathedrale St. Petrus in Ketten, erbaut 1841–1845 im klassizistischen Stil
- Pilgrim Presbyterian Church, erbaut 1886 im neugotischen Stil
- Great American Tower, höchstes Gebäude der Stadt
- Star Tower, Sendeturm in Stahlfachwerkbauweise
- John A. Roebling Suspension Bridge, Brücke über den Ohio River, Vorbild für die Brooklyn Bridge
- Underground Railroad Freedom Center, Museum zur Geschichte der Sklaverei und des Underground Railroad system
- Tyler Davidson Fountain, einer der meistbesuchten Brunnen der Vereinigten Staaten
- Spring Grove Cemetery, ein 1845 angelegter Parkfriedhof mit Modellcharakter
- Eighteenth District School, auch bekannt als Camp Washington Public School (1326, Hopple Street, NRHP 80003051)
- Jediah Hill Covered Bridge, hölzerne Straßenbrücke von 1850, etwa 11 Kilometer nördlich des Cincinnati Stadtgebiets abseits der U.S. Route 127 auf der Covered Bridge Road (NRHP 73001460)
- Twentieth Century Theatre (3023–3025, Madison Road)
- Cincinnati Union Terminal
- St. Johanniskirche, im 19. Jahrhundert für die deutschen Aussiedler errichtet[18]

### Sport
Cincinnati ist die Heimat der Cincinnati Bengals (American Football, NFL), der Cincinnati Reds (Baseball, MLB), der Cincinnati Cyclones (Eishockey, ECHL) und des 2015 gegründeten FC Cincinnati (Fußball, MLS). Am 16. Juli 2016 besuchten 35.061 Menschen ein Freundschaftsspiel des FC Cincinnati gegen den englischen Premier League Verein Crystal Palace, was die höchste Zuschauerzahl bei einem Fußballspiel im US-Bundesstaat Ohio bedeutete.
Außerdem findet in Cincinnati jährlich das Western & Southern Open, ein gemeinsames ATP- und WTA-Tennis-Turnier, statt. In den 70er Jahren spielte mit den Cincinnati Stingers ein Team in der World Hockey Association.

## Sonstiges
- Liste der Bürgermeister von Cincinnati
- Cincinnati ist auch der Spitzname des Pokerspielers Cincinnati Kid im gleichnamigen Spielfilm.
- Seit den 1930er Jahren war Cincinnati Heimat vieler bekannter Country-Shows, vor allem in den im lokalen Radio WLW laufenden Sendungen Boone County Jamboree und Midwestern Hayride.
- Cincinnati ist Handlungsort der Urban-Fantasy-Romane um Rachel Morgan.
- Der Ort ist Sitz der American Record Guide.

## Städtepartnerschaften
Cincinnati hat acht Partnerstädte:
| Stadt      | Land                    | seit |
| ---------- | ----------------------- | ---- |
| Amman      | Jordanien               |      |
| Charkiw    | Ukraine                 | 1989 |
| Gifu       | Japan                   | 1988 |
| Harare     | Simbabwe                | 1990 |
| Liuzhou    | Volksrepublik China     | 1988 |
| München    | Deutschland             | 1989 |
| Mysuru     | Indien                  | 2012 |
| Nancy      | Frankreich              | 1991 |
| Neu-Taipeh | Republik China (Taiwan) | 1994 |